# Nowa Syberia
Nowa Syberia (ros. Новая Сибирь) – wyspa w składzie archipelagu Wysp Nowosyberyjskich, w grupie Wysp Anjou. Powierzchnia około 6,2 tys. km². Krajobraz równinny, tundra, przewyższenia do 76 m.
Wyspa została odkryta w 1806 roku, a bardziej szczegółowego opisu dokonał w 1886 roku rosyjski geolog i badacz Arktyki – Eduard Baron von Toll.